# スタニスラフ・シュシケビッチ
スタニスラフ・シュシケビチ（ベラルーシ語: Станісла́ў Станісла́вавіч Шушке́віч, ラテン文字転写: Stanislav Shushkevich; 1934年12月15日 - 2022年5月4日）は、ベラルーシの政治家、大学教授。ヤギエオ大学教授。ベラルーシ最高会議議長（元首格、在任期間：1991年9月18日から1994年1月）。ソビエト連邦崩壊後、独立したベラルーシの初代の国家元首。ロシア語、ポーランド語に堪能。

## 略歴
1934年、ソビエト連邦白ロシア共和国の首都ミンスクにある農家の家に生まれた。父親はジャーナリストで詩人でもあり、ヨシフ・スターリンによる圧政の時代に逮捕や投獄を経験している。
大学では物理学を学び、卒業後はラジオ工場で製品設計に取り組んだ。この時、同じ工場で2年間働いていたのが1959年にアメリカからソ連に亡命してきたリー・ハーヴェイ・オズワルドであり、シュシケヴィチは彼のロシア語を指導した。オズワルドはのちにアメリカに戻り、1963年に発生したケネディ大統領暗殺事件の有力容疑者として名前を知られることとなる。
1970年に物理学と数理科学の博士号を取得し、1972年に大学教授の職を得た。1986年4月に発生したチェルノブイリ原子力発電所事故では白ロシア共和国も汚染され、数万人が避難を余儀なくされたほか病を患い、シュシケヴィチはソ連政府による対応の失敗調査に取り組んだ。1991年には国立科学アカデミーの会員になった。

### 政界入り
1968年にソ連共産党に入党。

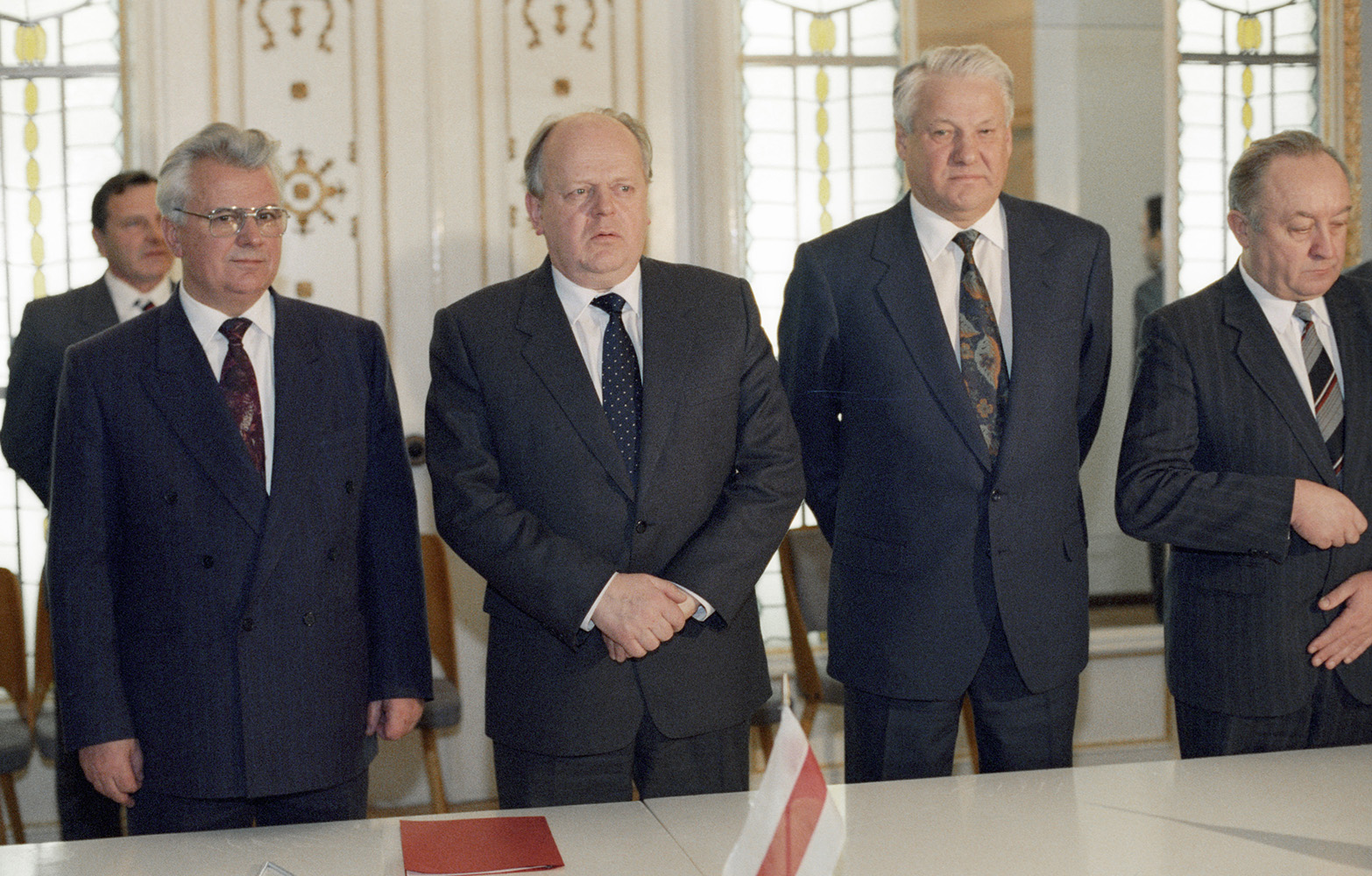
ベロヴェーシ合意に署名した、前列左からクラフチュク、シュシケヴィチ、エリツィン

1989年にソ連人民代議員大会代議員選挙に野党・ベラルーシ人民戦線（BPF）から立候補し当選した。
1990年にはベラルーシ最高会議に選出され、ニコライ・デメンティ最高会議議長（元首格）の下で第一副議長に就任した。同年7月にベラルーシ最高会議は主権宣言を採択し、同時に非核地帯であることも宣言された。
1991年に企図されたソ連8月クーデターが失敗した後に共産党を離党し、クーデターを支持したデメンティ最高会議議長の後任として、9月18日に最高会議議長代行に、10月18日に正式な最高会議議長に選出された。12月にはベラルーシのベロヴェーシの森においてロシアのボリス・エリツィン大統領、ウクライナのレオニード・クラフチュク大統領と会談し、ソ連の解体と独立国家共同体（CIS）結成を宣言したベロヴェーシ合意に署名した。
ソ連崩壊後、シュシケヴィチは保有する核兵器を（領土保全を求めたウクライナとは異なり）何ら条件をつけることなくロシアに引き渡した。
シュシケヴィチは、CISの統合強化には消極的で、1992年5月CISの集団安全保障協定に調印することを拒否し、協定調印に積極的な最高会議と対立した。1993年4月ベラルーシ最高会議は、CIS集団安全保障協定への調印を圧倒的多数で決議したが、シュシケヴィチは再度調印を拒否し、議会と決定的な対立に至った。また、経済運営でも、独立後の深刻な生産力の低下とハイパーインフレーションに見舞われ、経済危機が深刻化し、政権は弱体化していった。1994年1月に最高会議議長を解任された。
1994年3月にベラルーシ最高会議は新憲法を採択し、大統領制を導入することとなった。シュシケヴィチは同年6月に執行された大統領選挙に立候補したが、検事出身のアレクサンドル・ルカシェンコに敗れた。
その後は野党・ベラルーシ社会民主会議代表として活動していた。

### 晩年
他の旧ソ連諸国の指導者とは異なり、国から特別な住居や保護などといった手厚い援助を受けることはなかった。むしろミンスクにある質素なアパートに住み、対立するルカシェンコがインフレ調整を拒否したため年金は月1ドル未満にとどまり、ベラルーシ国内での就労すら禁じられたため国外での講演やスピーチの報酬で生計を立てていた。
2022年4月に新型コロナウイルス感染症（COVID-19）による合併症のためミンスクの病院に入院し、2日後には退院したが5月4日に死去。87歳没。